# Comunidad nativa Diamante
Diamante es una comunidad nativa del pueblo Yine, ubicada en el distrito de Fitzcarrald, provincia del Manu, departamento de Madre de Dios, en Perú. Esta comunidad cuenta con resolución de reconocimiento R.D. 044-84-AG-RA-XXIV-MD de fecha 11/09/1984 y titulación de la localidad R.M. 00432-86-AG/DGRA-AR de fecha 23/06/1986.

## Extensión, población y lengua
La comunidad cuenta con una extensión de 25 442.6 hectáreas y una población de 245 habitantes. Esta comunidad es de la lengua Arawak.

## Actividades económicas
Dentro de las actividades económicas de esta comunidad destacan la agricultura, la caza, la pesca, la crianza de aves menores y la artesanía, siendo reconocidos por sus diseños y pinturas. Por otra parte, el territorio se ha destacado por la explotación de la madera desde hace décadas.